# NGC 2472
NGC 2472 este o galaxie spirală situată în constelația Linxul. A fost descoperită în 20 februarie 1851 de către William Parsons, 3rd Earl of Rosse⁠(d).